# Mateusz Jachlewski

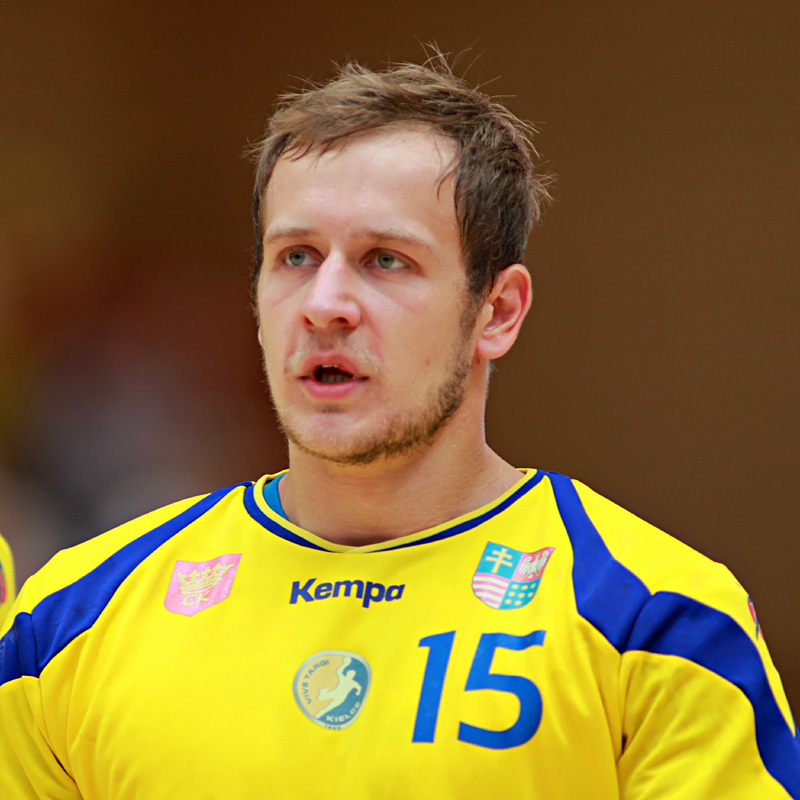
Mateusz Jachlewski (2013)

Mateusz Jachlewski (* 27. Dezember 1984 in Gdynia) ist ein polnischer Handballspieler.
Der 1,85 Meter große und 88 Kilogramm schwere Außenspieler stand bei KS Vive Targi Kielce unter Vertrag. Dort wurde er 2009, 2010, 2012, 2013, 2014, 2015, 2016, 2017, 2018, 2019 und 2020 polnischer Meister, 2009, 2010, 2011, 2012, 2013, 2014, 2015, 2016, 2017, 2018 und 2019 Pokalsieger sowie 2016 Sieger der EHF Champions League. Weiterhin erreichte er in den Spielzeiten 2012/13 und 2014/15 das Final Four und wurde jeweils Dritter. Im Sommer 2020 wechselte er zu Wybrzeże Gdańsk.
Mateusz Jachlewski stand von 2007 bis 2017 im Aufgebot der polnischen Nationalmannschaft für die Europameisterschaft 2010. Er nahm an den Olympischen Spielen 2016 in Rio de Janeiro teil. Bisher bestritt er 121 Länderspiele, in denen er 255 Tore erzielte (Stand: 11. Dezember 2016).